# Alexander Sostmann

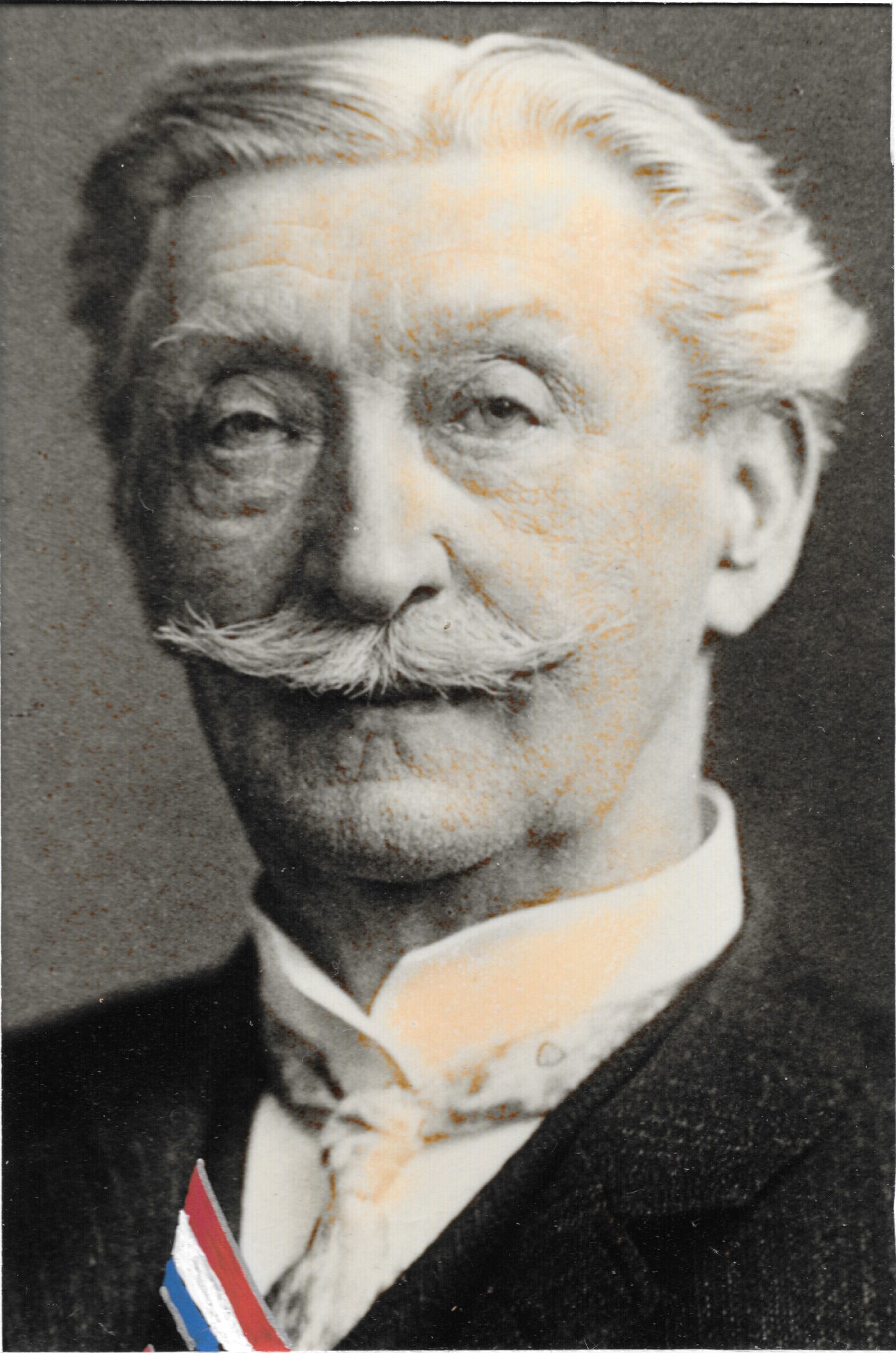
Alexander Sostmann

Alexander Sostmann (* 24. Dezember 1833 in Elze; † 15. Februar 1908 in Hannover) war ein deutscher Verwaltungsjurist im Königreich Hannover und in der Provinz Hannover. Fast zwei Jahrzehnte stand er an der Spitze der Amts- und Kreisverwaltung in Otterndorf – fünfeinhalb Jahre als Amts- und Kreishauptmann, 13 Jahre als Landrat.

## Leben
Sostmann studierte an der Georg-August-Universität Göttingen Rechtswissenschaft. 1854 gehörte er zu den Stiftern des Corps Teutonia Göttingen. Nachdem er eine Zeitlang Regierungsassessor gewesen war, war er  ab 1865 Bürgermeister von Otterndorf. Schlechte Straßen und die mangelhafte Trinkwasserversorgung waren alte Probleme; aber er fühlte sich in Otterndorf sehr wohl. Kurz vor Beginn des Deutschen Krieges, am 16. Juni 1866, heiratete er die 12 Jahre jüngere Maria Wiebalck, Tochter des aus Dorum stammenden Otterndorfer Landphysicus Albrecht Wiebalck. Zwei ältere Brüder zogen nach Otterndorf, um dort zu heiraten oder sich wieder zu verheiraten. Die vier Kinder Sostmanns kamen 1867–1872 in Otterndorf zur Welt. 1873 ging er für 12 Jahre als Amtshauptmann zum Amt Dorum. 1879 wurde er Kreishauptmann im Steuerkreis Otterndorf. Nachdem der Kreis Hadeln entstanden war, wurde Sostmann zum 1. April 1885 als Landrat des Kreises bestellt. 1898 schied er aus dem Amt aus. Bei seinem Ausscheiden hatte der Kreis 8006 männliche und 8233 weibliche Einwohner. 16.119 Evangelischen standen 95 Katholiken, 4 Juden und 21 Dissidenten gegenüber. Sostmanns Nachfolger im Amt war Friedrich Bayer. 1902 zog Sostmann nach Hannover.

## Ehrungen
- Roter Adlerorden 4. Klasse (1887)
- Charakter als Geheimer Regierungsrat (1892)
- Roter Adlerorden 3. Klasse mit der Schleife (1898)